# 最低合理可行
最低合理可行（as low as reasonably practicable）英文簡稱為ALARP，是在安全攸關系統的規範或是管理上的詞語。最低合理可行原則（ALARP principle）也稱為ALARP原則，是是殘餘風險需要降到合理可行範圍之內的最低程度。在英國及紐西蘭的衛生及安全法則中，ALARP和SFAIRP（So Far As Is Reasonably Practicable）是同義詞，美國則會使用ALARA（As Low As Reasonably Achievable）的詞語。
若要確認某一风险符合最低合理可行，必需證明進一步降低風險的成本已經遠大於降低風險後，所得的效益。提出最低合理可行原則的原因是因為可能為了將風險降到零，可能會花上無限的時間、心力以及金錢，最低合理可行原則不能視為只是單純對於效益及損害之間的量化比較而已，最低合理可行原則更可以視為評斷是否在平衡風險和社會效益上，已經採取了最佳常見實踐的作法。

## 相關因素
在本文中，風險是特定危害事件的發生頻率（可能性）以及其結果的組合。
在判斷一個風險是否已降到最低合理可行（ALARP）的程度時，一般會考慮以下的因素
- 衛生及安全指南以及作業規範（codes of practice）
- 製造商的規格以及建議
- 產業實踐
- 國際標準及法令
- 咨询机构的意见
- 和其他產業的類似危害事件比較
- 進一步指施的成本和指施可以降低的風險已經不成比例。

ALARP原則中也會評估企圖進一步降低風險需要的改進成本。在非常複雜的系統中，這可能非常的高，也可能是實務上降低風險的限制因素，不過依照HSE指南，在考慮額外的安全風險時，不能單純只考慮成本。
要確認一個風險已經降到ALARP，需要評估其避免的風險，以及所要採取避免風險的措施時，需要的時間、金錢等因素，然後針對避免風險的效益以及成本進行評估，因此本身就是成本效益分析。

## 英國法律中的來源
ALARP一詞最早是出現在英國法律中，特別是1974年工作健康與安全等法令（Health and Safety at Work etc. Act 1974），其中要求「在合理可行的範圍內，讓工廠及工作系統維持安全以及沒有健康風險」（Provision and maintenance of plant and systems of work that are, so far as is reasonably practicable, safe and without risks to health）。其中及類似條文中出現的詞語So Far As is Reasonably Practicable（SFARP）表示要求風險需要降低到最低合理可行（As Low As is Reasonably Practicable，ALARP）的範圍。
判斷一風險是否是最低合理可行的關鍵問題是如何定義合理可行（reasonably practicable）。此一詞語已規定在英國判例法中（1949年愛德華訴國家煤礦局案）。判決是風險需要和防止其風險所需要花費的時間、金錢及心力相比較。大致上風險都需要避免，只有在防止風險的成本和其效益「嚴重不成比例」（gross disproportion）時，才允許不去避免此一風險。
「嚴重不成比例」（gross disproportion）一詞表示在英國判決中的ALARP不單純只是成本效益分析而已，而是比較傾向於安全性的提昇，不過對於確切的因素，還沒有普遍的共識。

## 其他地區的使用
ALARP原則較少用在英國以外的國家，其他國家會用法規標準或「工程实用标准」（good engineering practice）來代替，立法機關多半會要求絕對的安全等級。
ALARA（as low as reasonably achievable，中文可翻成「合理抑低」）在美國可以和ALARP互換使用，在核能防護幾乎都使用ALARA。
若在其他地區使用ALARP原則，不一定有和在英國使用時相同的意涵，因為「合理可行」的意涵會隨著地區文化而不同，也不一定會用到「嚴重不成比例」（gross disproportion）之類的概念。

### 法律上的挑戰
欧洲联盟委员会聲稱依照英國1974年工作健康與安全等法令中提到的SFAIRP原則沒有完全實現工作场所健康和安全指令的要求。安全指令中提到雇主有絕對的責任「確保員工在有關工作的每一方面的安全及健康」，但英國法令中的SFAIRP只在「「在合理可行的範圍內」對雇主要求上述責任。經過二年的法律訴訟後，欧洲法院在2007年1月18日宣佈SFAIRP原則有效，驳回了欧洲联盟委员会的诉讼，而且欧洲联盟委员会需支付英國相關的費用。
在1974年工作健康與安全等法令有效之後，下一個問題是ALARP原则中体现的安全风险管理比例方法的細節。

## 紅蘿蔔圖

ALARP紅蘿蔔圖

ALARP紅蘿蔔圖（ALARP carrot diagram）可以用來標示風險，較上方較寬部份是高風險（多半是無法接受的風險）部份，較下方較窄部份是低風險（多半是比較接受的風險）。中間的部份稱為ALARP區。不過這部份誤解了ALARP的原則，ALARP原則是要確認進一步的風險改善效果相對於其風險改善成本之間的關係，和是否可以接受無關，而且適用於所有區域。另外一個較好的名稱是「可容忍区」（tolerable region），因為若已安排了合理的緩解措施，有時是可以容忍此部份的風險。

## 外部連結
- UK Health and Safety Executive ALARP Guidance （页面存档备份，存于）
- UK Health and Safety Executive ALARP Cost Benefit Analysis （页面存档备份，存于）
- UK Defence Standard 00-56 Safety Management Requirements